# Allium bellulum
Allium bellulum — вид рослин з родини амарилісових (Amaryllidaceae); поширений у Сибіру й Казахстані.

## Опис
Корені численні. Цибулини по кілька скупчені на горизонтальному кореневище, ≈ 5 мм у діаметрі; оболонки бурі. Стеблина 7–20 см заввишки, тонка, ребриста. Листків 2, ниткоподібні, напівциліндричні, ≈ 0.5 мм шириною, з краю шорсткі, коротші від стебла. Зонтик напівкулястий, малоквітковий, нещільний, з майже повислими квітками. Квітконіжки в 1.5–2 рази довші від оцвітини, пониклі. Листочки оцвітини темно-рожеві, 3.5–4.5 мм завдовжки, тупі, яйцюваті. 2n=16.

## Поширення
Поширений у південно-центральному Сибіру й Казахстані.
Зростає у кам'янистих степах.